# آلفا هیدروکسی اسید

α-, β- and γ-hydroxy acids

آلفا هیدروکسی اسید (به انگلیسی: Alpha hydroxy acid) یا (AHA) گروهی از اسیدهای کربوکسیلیک هستند که یک گروه عاملی هیدروکسیل به آنها افزوده شده است. به این اسیدها مانند گلیکولیک اسید، لاکتیک اسید، ماندلیک اسید و اسید سیتریک اسیدهای میوه نیز گفته می‌شود. این ترکیبات در فراورده‌های بهداشتی آرایشی به عنوان لایه بردار، ضد چین و چروک و مرطوب‌کننده پرکاربردند. همچنین با غلظت‌های بالاتر از ده درصد در پیلینگ شیمیایی استفاده می‌شوند.
انواع گوناگونی از AHA تاکنون شناخته شده است: اسید گلیکولیک (قند نیشکر)، اسید لاکتیک (شیر)، اسید مالیک (سیب)، اسیدسیتریک (مرکبات) و اسید مندلیک (بادام تلخ). اگر دو اتم کربن بین گروه هیدروکسیل و اسید کربوکسیلیک فاصله باشد آنرا بتا هیدروکسی اسید می‌نامند مانند بتا-هیدروکسی بتا-متیل‌بوتیریک اسید.